# Família real jordana
A família real jordana' inclui o Rei da Jordânia e sua família. Todos os membros possuem o título de Príncipe ou Princesa da Jordânia com o estilo de Sua Alteza Real. O rei e seus irmãos pertencem ao ramo Hachemita, um ramo descendente do profeta Maomé.

## Membros
- S.M. o rei Abdullah II
S.M. a rainha Rania (esposa do rei Abdullah II)
  - S.A.R. o príncipe-herdeiro Hussein bin Al Abdullah
  - S.A.R. o príncipe Hashem
  - S.A.R. a princesa Iman
  - S.A.R. a princesa Salma

S.M. a rainha Noor (madrasta do rei Abdullah II)
- - S.A.R. o príncipe Hamzah
S.A.R. a princesa Basmah
    - S.A.R. a princesa Haya
    - S.A.R. a princesa Zein
    - S.A.R. a princesa Noor

  - S.A.R. o príncipe Hashim
S.A.R. a princesa Fahdah (esposa do príncipe Hashim)
    - S.A.R. a princesa Haalah
    - S.A.R. a princesa Rayet
    - S.A.R. a princesa Fatima

  - S.A.R. a princesa Iman
  - S.A.R. a princesa Raiyah
  - S.A.R. o príncipe Ali
S.A.R. a princesa Rym (esposa do príncipe Ali)
    - S.A.R. o príncipe Abdullah
    - S.A.R. a princesa Jalila

  - S.A.R. a princesa Haya
  - S.A.R. o príncipe Faisal
S.A.R. a princesa Zein
    - S.A.R. o príncipe Omar
    - S.A.R. a princesa Ayah
    - S.A.R. a princesa Sara
    - S.A.R. a princesa Aisha

  - S.A.R. a princesa Aisha
  - S.A.R. a princesa Zein